# Old Friends from Young Years
Albums de Papa Roach
Infest
(2000)
Old Friends From Young Years est le premier album studio du groupe américain de nu metal Papa Roach sorti le 4 février 1997 sur le label Onion Hardcore,.

## Liste des chansons
Toutes les chansons sont écrites et composées par Papa Roach.
| No  | Titre                   | Durée |
| --- | ----------------------- | ----- |
| 1.  | Intro                   | 0:28  |
| 2.  | Orange Drive Palms      | 4:53  |
| 3.  | Liquid Diet             | 4:19  |
| 4.  | Grrbrr                  | 4:14  |
| 5.  | iSEDuFuknDie            | 4:16  |
| 6.  | DIRTYcutFREAK           | 2:45  |
| 7.  | Living Room             | 4:14  |
| 8.  | 829                     | 4:35  |
| 9.  | Peewagon                | 4:43  |
| 10. | Hedake                  | 5:20  |
| 11. | Shut Up N Die (reprise) | 2:33  |
| 12. | Thanx                   | 4:50  |
| 13. | Unlisted                | 1:54  |